# Kuwait vid världsmästerskapen i friidrott 2023
Kuwait tävlade vid världsmästerskapen i friidrott 2023 i Budapest i Ungern mellan den 19 och 27 augusti 2023.

## Resultat
Kuwaits trupp bestod av tre idrottare.

### Herrar
Gång- och löpgrenar
| Idrottare          | Gren           | Försöksheat | Försöksheat | Semifinal        | Semifinal        | Final            | Final            |
| Idrottare          | Gren           | Resultat    | Placering   | Resultat         | Placering        | Resultat         | Placering        |
| ------------------ | -------------- | ----------- | ----------- | ---------------- | ---------------- | ---------------- | ---------------- |
| Ebrahim Al-Zofairi | 800 meter      | 1.48,41     | 6           | Gick inte vidare | Gick inte vidare | Gick inte vidare | Gick inte vidare |
| Yaqoub Al-Youha    | 110 meter häck | 13,56       | 5 q         | 13,44 0SB0       | 6                | Gick inte vidare | Gick inte vidare |

### Damer
Gång- och löpgrenar
| Idrottare           | Gren      | Försöksheat | Försöksheat | Semifinal        | Semifinal        | Final            | Final            |
| Idrottare           | Gren      | Resultat    | Placering   | Resultat         | Placering        | Resultat         | Placering        |
| ------------------- | --------- | ----------- | ----------- | ---------------- | ---------------- | ---------------- | ---------------- |
| Mudhawi Al-Shammari | 100 meter | 11,93       | 7           | Gick inte vidare | Gick inte vidare | Gick inte vidare | Gick inte vidare |